# طارق عبوشي
طارق عبوشي ملحن وموسيقي فلسطيني أمريكي تخصص في العزف على آلة البزق.

## حياته
وُلد طارق عبوشي في مدينة رام الله بالضفة الغربية في فلسطين ودرس الدعاية والإعلام في البداية، ولكن سرعان ما ترك الجامعة، والتحق بالمعهد الوطني للموسيقى في عام 1993 حيث درس الموسيقى وتخرج من المعهد عام 2000. انتقل طارق عبوشي بعد ذلك إلى الولايات المتحدة الأمريكية والتحق بالدراسة في جامعة وليم باترسون بولاية نيو جيرسي. عزف طارق عبوشي الموسيقى الكلاسيكية الغربية على آلة البيانو، قبل أن يتحول للاهتمام بموسيقى الجاز، ويحصل على درجة الدكتوراه في بيانو الجاز من جامعة وليم باترسون، ثم تحول بعد ذلك إلى العزف على آلة البزق الفلسطينية التقليدية.
عمل طارق عبوشي أستاذاً للموسيقى في جامعة كريسيانساند في النرويج بدءًا من عام 2008 حتى عام 2009، كما ألقى محاضرات في الموسيقى العربية في العديد من المعاهد والجامعات، ومنها جامعة كولومبيا، وجامعة نيويورك، ومدرسة جويليارد للموسيقى، ومتحف مدينة نيويورك، ومتحف الأطفال في بروكلين، ومتحف الأطفال في مانهاتن، ومهرجان الربيع للثقافة في البحرين، ويعمل في الوقت الحالي منسقاً لقسم الموسيقى العربية في المعهد الوطني للموسيقى وأستاذاً لآلة البزق في المعهد.

## إنتاجه الفني
أسس طارق عبوشي في عام 2000 فرقة موسيقية في مدينة نيويورك في الولايات المتحدة الأمريكية أطلق عليها اسم «شو اسمه»، وفي عام 2005 أصدر ألبومه الموسيقي الأول تحت عنوان «ون». وفي عام 2011، أصدر طارق عبوشي ثاني ألبوماته الموسيقية، والذي حمل عنوان «مامتاستك». أصدر طارق عبوشي كذلك أربعة ألبومات بالتعاون مع دان زينز، كما ألف الموسيقى التصويرية لأكثر من فيلم وعمل فني كان أبرزها فيلم نقطة التقاء، وفيلم رأس الدجاجة الذي فاز بجائزة افضل فيلم قصير لعام 2010 في مهرجان دبي للأفلام، وفيلم زواج راشي الذي رشح لجائزة الأوسكار.